# Pohřebiště vestfálských panovníků

Znak Vestfálského království

Toto je seznam pohřebišť samostatného Vestfálského království, které existovalo pouze krátce, v letech 1807 až 1813.
| Jméno                  | Doba života | Místo pohřbení                                                  |
| ---------------------- | ----------- | --------------------------------------------------------------- |
| král Jérôme Bonaparte  | 1784–1860   | Invalidovna v Paříži                                            |
| Alžběta Pattersonová   | 1785–1869   | Hřbitov Green Mount v Baltimoru                                 |
| Kateřina Württemberská | 1783–1835   | Zámecká kaple v zámku Ludwigsburg; srdce v pařížské Invalidovně |